# Klos (Dibër)
Klos ([klɔs]; bepaalde vorm: Klosi) is een stad (bashki) in Centraal-Albanië. De stad ligt in de prefectuur Dibër. Met 17.000 inwoners (2011) is Klos iets groter dan districtshoofdplaats Burrel.
Klos ligt in het dal van de Mat, aan de monding van de beken Përroi i Darsit en Përroi i Kukatinit in deze rivier.

## Bestuurlijke indeling
Administratieve componenten (njësitë administrative përbërëse) na de gemeentelijke herinrichting van 2015 (inwoners tijdens de census 2011 tussen haakjes):
Gurrë (3369) • Klos (7873) • Suç (2716) • Xibër (2660).
De stad wordt verder ingedeeld in 31 plaatsen: Bejnë, Bel, Bërshi, Cerrujë, Dars, Dom, Fshat, Fullqet, Gur i Bardhë, Gurrë e Madhe, Gurrë e Vogël, Ketë, Klos, Klos Katund, Kujtim, Kurdari, Kurqelaj, Mishtër, Patin, Petralbë, Plani i Bardhë, Pleshë, Shëngjun, Shkallë, Shulbatër, Skënderaj, Suç, Rripë, Unjate, Xibër Hane, Xibër Murriz.

## Ligging
De stad ligt enigszins afgelegen in het zuidoosten van Mat, op circa twintig kilometer zuidelijk van Burrel. De streek waarin Klos ligt is bergachtig, en de wegen zijn vaak niet goed berijdbaar. In vogelvlucht ligt Klos zo'n 30 kilometer ten noordwesten van Tirana, maar over de weg is de afstand tussen beide plaatsen een stuk groter, omdat het verkeer grote omwegen moet maken. De stad is niet aangesloten op een snelweg of op het spoorwegnet.

## Bezienswaardigheden
Vooral Klos' omgeving is bezienswaardig, met diepe bergdalen, kloven, beken en dichte bossen. In dit deel van Albanië komt de bruine beer in het wild voor.